# Erebia subcassioides
Erebia subcassioides är en fjärilsart som beskrevs av Ruggero Verity 1927. Erebia subcassioides ingår i släktet Erebia och familjen praktfjärilar. Inga underarter finns listade i Catalogue of Life.